# Tetragnatha biseriata
Tetragnatha biseriata là một loài nhện trong họ Tetragnathidae.
Loài này thuộc chi Tetragnatha. Tetragnatha biseriata được miêu tả năm 1881 bởi Thorell.